# Mount Crested Butte
Mount Crested Butte è un centro abitato (town) degli Stati Uniti d'America, situato nella Contea di Gunnison dello Stato del Colorado. Nel censimento del 2000 la popolazione era di 707 abitanti.

## Geografia fisica
Secondo i rilevamenti dell'United States Census Bureau, Mount Crested Butte si estende su una superficie di 4,0 km².